# Iara (Cluj)
Iara é uma comuna romena localizada no distrito de Cluj, na região histórica da Transilvânia. A comuna possui uma área de 143.87 km² e sua população era de 4554 habitantes segundo o censo de 2007.